# Adonisea arcigera
Adonisea arcigera är en fjärilsart som beskrevs av Achille Guenée 1852. Adonisea arcigera ingår i släktet Adonisea och familjen nattflyn. Inga underarter finns listade i Catalogue of Life.